# Кола (растение)

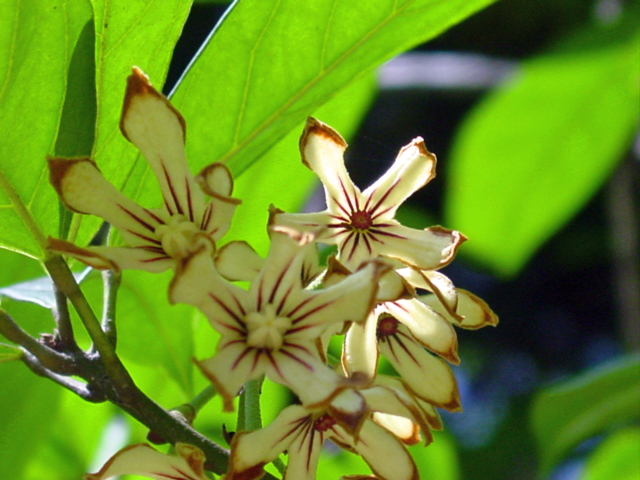

Кола (лат. Cola) — род вечнозелёных деревянистых растений семейства Мальвовые (Malvaceae).
Ранее род входил в семейство Стеркулиевые (Sterculiaceae); в системе классификации APG II относится к подсемейству Стеркулиевые (Sterculioideae) семейства Мальвовые.

## Описание
Вечнозелёные деревья высотой до 20 м. Мелкие колокольчатые цветки собраны в метёлки. Плод — кожистая или деревянистая сборная листовка из 4—5 плодолистиков. Около 125 видов в тропической Африке. Колу блестящую (Cola nitida), колу заострённую (Cola acuminata) и некоторые другие виды культивируют в тропиках, главным образом в Западной Африке.

## Таксономия
Cola Schott & Endl., Meletemata Botanica 33. 1832.

### Синономы
- Bichea Stokes
- Braxipis Raf.
- Chlamydocola (K.Schum.) M.Bodard
- Colaria Raf.
- Courtenia R.Br.
- Edwardia Raf.
- Icosinia Raf.
- Ingonia Pierre ex M.Bodard
- Lunanea DC.
- Siphoniopsis H.Karst.

### Виды
По информации базы данных The Plant List, род включает 121 вид. Некоторые из них:
- Cola acuminata (P.Beauv.) Schott & Endl. typus — Кола заострённая
- Cola le-testui Pellegr.

## Применение
Их семена, так называемые «орехи кола» (около 3 см в диаметре), содержат до 2,5 % кофеина и 0,05 % теобромина. Находят применение в медицине и для изготовления тонизирующих напитков (кока-кола, пепси-кола и др.).

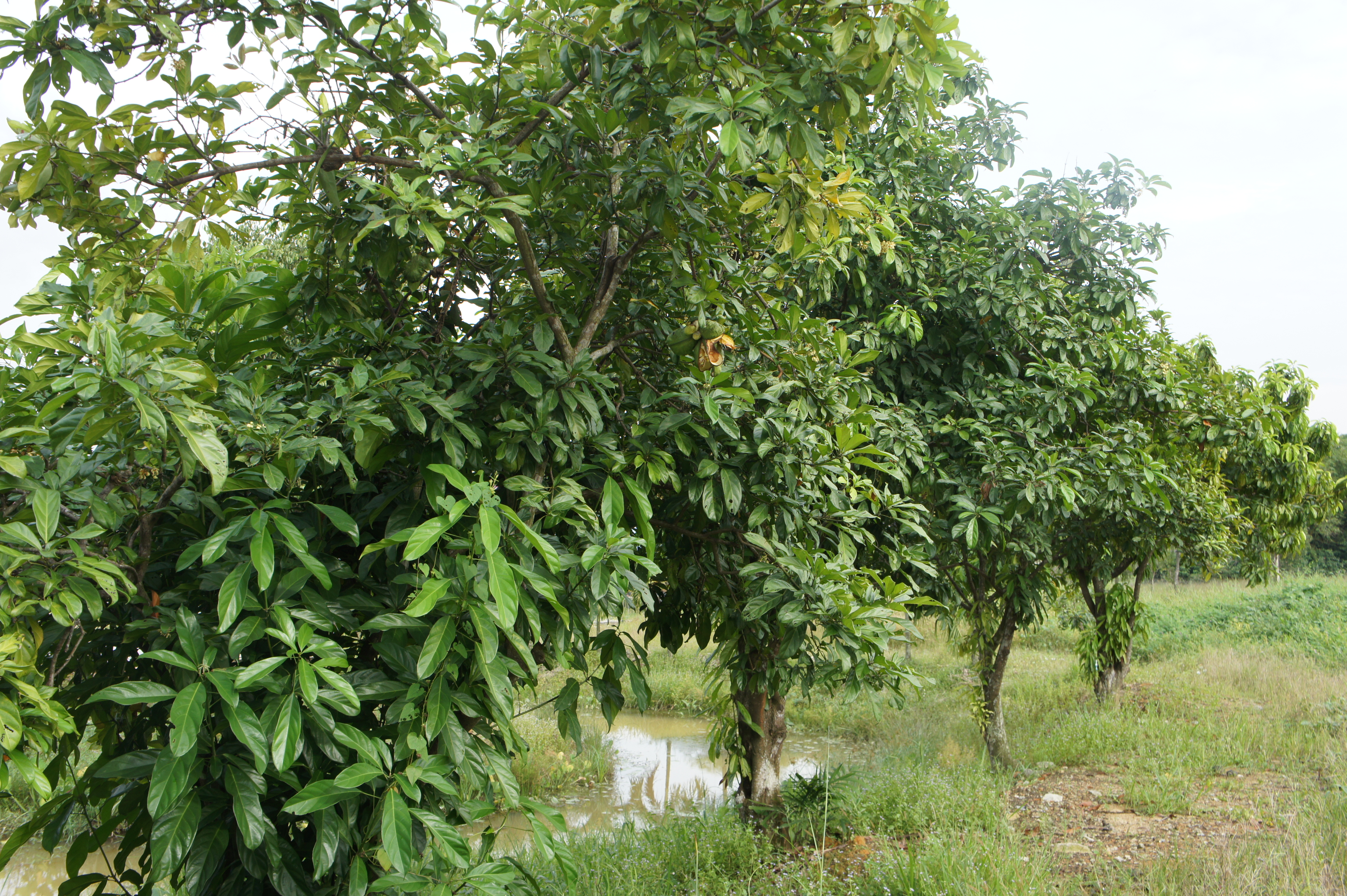
Плантация Cola nitida
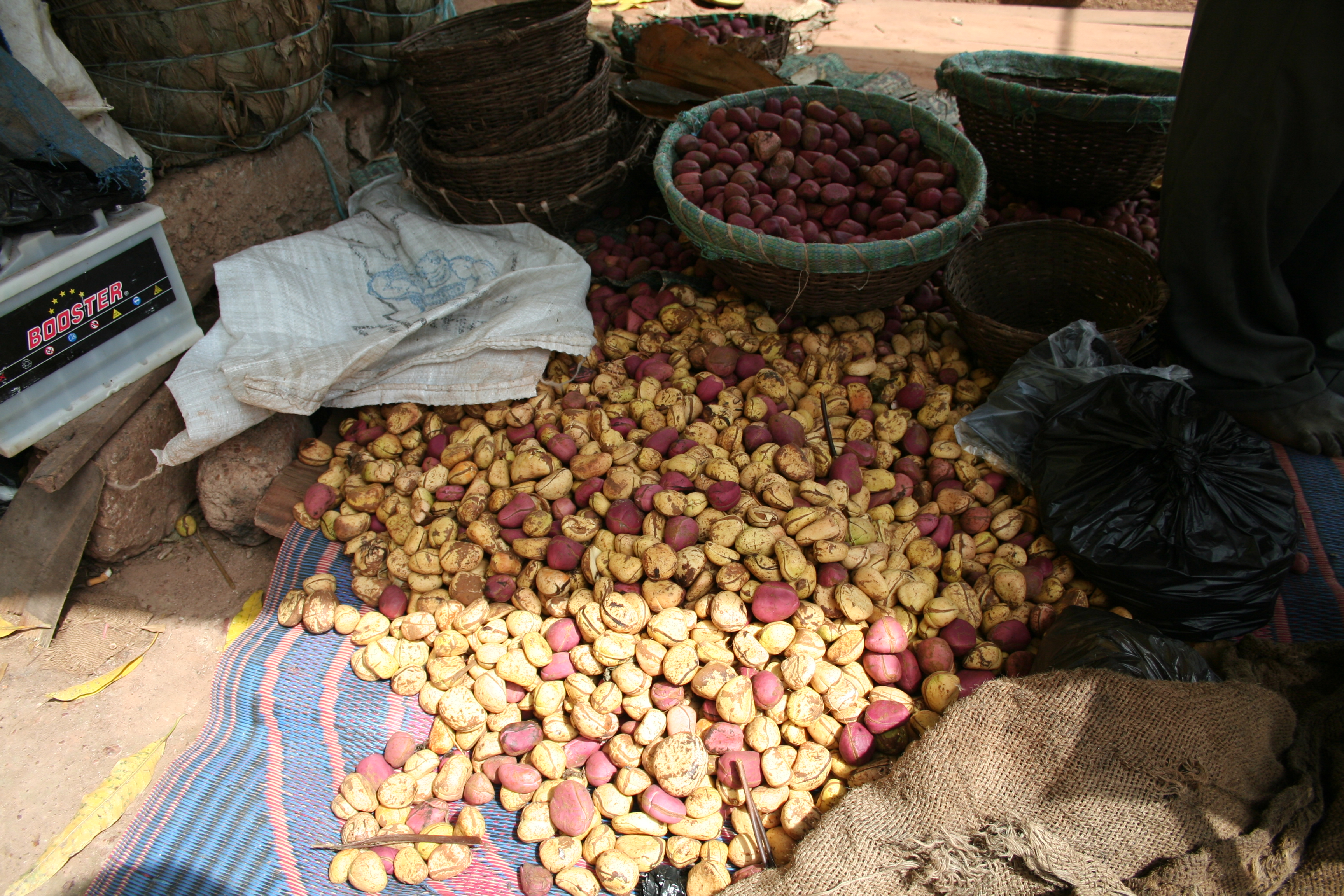
Плоды колы